# Samadhi Zendejas
Samadhi Zendejas (Ciutat de Mèxic, 27 de desembre de 1994) és una actriu mexicana. Va estudiar interpretació al Centro de Educación Artística de Televisa. El seu germà Adriano Zendejas és actor. Ha intervingut a televisió a: La Rosa de Guadalupe (2009), Atrévete a soñar (2009 - 2010), Gritos de muerte y libertad (2010), Esperanza del corazón (2011) i Como dice el dicho (2011).